# Vibrations. Musiques, médias, société
Pour les articles homonymes, voir Vibration (homonymie).
Vibrations. Musiques, médias, société, fut la première revue française à comité de lecture consacrée à l'étude scientifique des musiques populaires. Elle fut créée en 1985 par Antoine Hennion, Jean-Rémy Julien et Jean-Claude Klein, "dans le fil de la revue Popular Music et de l’IASPM",. Elle publiée aux Éditions Privat, et a été rééditée en ligne sur le portail Persée en 2016.

## La revue
La revue adopta une approche "multidisciplinaire" et "innovante sur les musiques populaires". Elle publia six numéros thématiques :
1. « Les musiques métissées », dir. Louis-Jean Calvet (1985),
2. « À la recherche de l’instrument », dir. Antoine Hennion (1986),
3. « Les musiques des radios », dir. Antoine Hennion (1986),
4. « Les musiques des films », dir. Jean-Rémy Julien (1987),
5. « La scène », dir. Louis-Jean Calvet (1988) et
6. « Apprendre la musique », dir. Antoine Hennion (1988).

Collection complétée par deux ouvrages explicitement associés au projet, publiés chez d’autres éditeurs (il devait s’agir, respectivement, d’un hors-série et du no  7 de Vibrations) :
- Orphée phrygien : les musiques de la Révolution, dir. Jean-Rémy Julien et Jean-Claude Klein (Du May, 1989) et
- Rock, de l'histoire au mythe, dir. Patrick Mignon et Antoine Hennion (Anthropos/Economica, 1991).

L'équipe de la revue avait également organisé le colloque international "1789-1989, Musique, Histoire, Démocratie", avec l'IASPM, à Paris, du 17 au 20 juillet 1989, et dont les actes furent publiés sous la direction d'Antoine Hennion (Éditions de la Maison des sciences de l'homme, 3 vol., 1992).

## Réédition numérique
Une réédition numérique fut entreprise par les Éditions Mélanie Seteun et Antoine Hennion, sur le portail scientifique Persée. Sa mise en ligne fut inaugurée en juin 2016, avec les deux premiers numéros de la collection ainsi que le hors-série Rock, de l'histoire au mythe, qui fut intégré au projet de numérisation.